# Queca Campillo
Angélica “Queca” Campillo Álvarez (Càceres, 28 de març de 1950 - Càceres, 5 de maig de 2015) va ser una fotoperiodista i una de les primeres dones que es van dedicar al periodisme gràfic a Espanya. Entre la seva obra va destacar el retrat a les principals figures polítiques de la transició espanyola, també les imatges de dones a les quals va donar visibilitat amb la seva càmera. En 1980 va rebre el Premi Nacional de Periodisme Gràfic.

## Biografia
Va néixer en una acomodada família de juristes va ser una de les primeres dones fotógrafes de premsa. Apassionada de la fotografia des de nena, es va comprar una càmera Kodak amb els diners que va guanyar en un concurs.
Llicenciada en Filosofia i Lletres per la Universitat de Salamanca va iniciar la seva carrera com a fotògrafa de premsa en 1972, en El Correo de Zamora, diari del qual n'era sotsdirector el seu marit, el periodista Javier Rodrigo. Posteriorment va treballar en les edicions regionals del diari Pueblo: primer a Valladolid i més tard a Vallecas, fins a acabar en la redacció central del periòdic. En una entrevista va explicar: «A Vallecas vaig estar en l'època anterior a la mort de Franco. Estava per allí el pare Llanos, un jesuïta molt reivindicatiu, i l'ambient era de contínua manifestació. Feia moltes fotos de grisos pegant a obrers, d'obrers trencant aparadors i cap passava la censura».
Entre 1976 i 1981 va acompanyar al aleshores president del Govern Adolfo Suárez en les seves visites oficials a Síria, Aràbia Saudita i Iugoslàvia, aquesta última, amb motiu de la mort del president Tito. A més va viatjar amb els reis Juan Carlos i Sofia a Mèxic, Nepal, Tailàndia, Grècia, Rússia, Cuba, i uns altres. Posteriorment es va incorporar al Grup Zeta i va treballar la revista Tiempo. També va publicar la seva obra en mitjans internacionals com "Paris Match", "Der Spiegel" o "The Times".
Fou una amant del rei Juan Carlos I.
Després de jubilar-se va tornar al seu Càceres natal on va morir de càncer al maig de 2015 als 65 anys.

## Obra
Fotògrafa realista, preferia la naturalitat buscant la complicitat de la persona a la qual fotografiava. Entre l'objectiu dels seus treballs estava cercar la sensació positiva.
Al costat de Colita, Marisa Flórez i Cristina García Rodero va ser una de les poques dones fotoreporteres de la seva generació.
Va exposar la seva obra en diverses ocasions. En 1999 va presentar "El álbum de Queca Campillo, 20 años de reportera en la Fundación Carlos de Amberes de Madrid" i inaugurada pel Rei Juan Carlos. En el 2000 va exposar en l'Institut Cervantes de Múnic i en la Fundació Santillana del Mar i en 2004 en el Casal Balaguer de Palma on va presentar una col·lecció de 34 retrats femenins de tot el món, entre ells el de la Kumari, la nena deessa vivent de Nepal, a qui va retratar durant una visita oficial dels Reis d'Espanya a aquest país i única imatge que existeix d'ella. En 2006 al costat de Marisa Flórez va presentar Memorias y miradas amb motiu de l'aniversari del cop d'estat de 1981. En 2009 va organitzar a Badajoz l'exposició Mujeres en plural amb una trentena de retrats.

## Publicacions
- 1999 20 años que cambiaron España. Las fotos de Queca Campillo. Contadas por José Oneto. Ediciones B. Publicació en la qual repassa en imatges moments claus de la societat, la política espanyola i la Família Reial.

## Premis
- 1979 Premi Popular del diari Pueble
- 1980 Premi Nacional de Periodisme Gràfic
- 2001 Premi de la revista Ari a la millor fotògrafa[10]